# Leptogenys iheringi
Leptogenys iheringi är en myrart som beskrevs av Auguste-Henri Forel 1911. Leptogenys iheringi ingår i släktet Leptogenys och familjen myror. Inga underarter finns listade i Catalogue of Life.